# Neobisium kobachidzei
Espèce
Neobisium kobachidzei est une espèce de pseudoscorpions de la famille des Neobisiidae.

## Distribution
Cette espèce se rencontre en Géorgie, en Turquie et en Azerbaïdjan.

## Description
Neobisium kobachidzei mesure 2,5 mm.

## Étymologie
Cette espèce est nommée en l'honneur de David N. Kobakhidze.

## Publication originale
- Beier, 1962 : Über kaukasische Pseudoskorpione. Annalen des Naturhistorischen Museums in Wien, vol. 64, p. 146-153 (texte intégral).